# Дробаха, Анатолий Иванович
Анатолий Иванович Дробаха (19 октября 1924, Русаловка, Киевская губерния — 8 декабря 1984, Черкассы) — подполковник Советской армии, участник Великой Отечественной войны, Герой Советского Союза (1945).

## Биография
Анатолий Дробаха родился 19 октября 1924 года в селе Русаловка (ныне — Маньковский район Черкасской области Украины) в семье крестьянина. Окончил среднюю школу, затем школу фабрично-заводского ученичества в Киеве. В августе 1941 года Дробаха был призван на службу в Рабоче-крестьянскую Красную армию. С марта 1943 года — на фронтах Великой Отечественной войны. К февралю 1945 года старшина Анатолий Дробаха командовал орудием 823-го артиллерийского полка 301-й стрелковой дивизии 9-го стрелкового корпуса 5-й ударной армии 1-го Белорусского фронта. Отличился во время форсирования Одера.
3—4 февраля 1945 года в ходе боёв на плацдарме на западном берегу Одера в районе населённого пункта Нойбарним в 11 километрах к востоку от Врицена расчёт Дробахи подбил 5 немецких танков, 1 бронетранспортёр, а также уничтожил около роты вражеских солдат. В бою Дробаха получил ранение, но продолжал сражаться.
Указом Президиума Верховного Совета СССР от 24 марта 1945 года за «образцовое выполнение боевых заданий командования на фронте борьбы с немецкими захватчиками и проявленные при этом мужество и героизм» старшина Анатолий Дробаха был удостоен высокого звания Героя Советского Союза с вручением ордена Ленина и медали «Золотая Звезда» за номером 5649.
В 1945 году Дробаха был демобилизован. В 1948 году окончил партийную школу при ЦК КПУ. В 1951—1956 годах вновь служил в Советской армии, был уволен в запас в звании подполковника. В 1962 году Дробаха окончил Высшую партийную школу при ЦК КПСС, в 1965 году — Полтавский государственный педагогический университет. Проживал и работал в Черкассах. Умер 8 декабря 1984 года, похоронен в Черкассах.
Был также награждён орденами Трудового Красного Знамени и Красной Звезды, рядом медалей.